# Tanymecosticta filiformis
Tanymecosticta filiformis – gatunek ważki z rodziny Isostictidae.